# Гродзисько (Олеський повіт)
Гродзисько (пол. Grodzisko, нім. Grötsch) — село в Польщі, у гміні Олесно Олеського повіту Опольського воєводства.
Населення — 247 осіб (2011).
У 1975-1998 роках село належало до Ченстоховського воєводства.

## Демографія
Демографічна структура станом на 31 березня 2011 року:
|          | Загалом | Допрацездатний вік | Працездатний вік | Постпрацездатний вік |
| -------- | ------- | ------------------ | ---------------- | -------------------- |
| Чоловіки | 123     | 23                 | 85               | 15                   |
| Жінки    | 124     | 27                 | 71               | 26                   |
| Разом    | 247     | 50                 | 156              | 41                   |